# Puchar Estonii w koszykówce mężczyzn
Puchar Estonii w koszykówce mężczyzn (est. Eesti karikas) – cykliczne krajowe rozgrywki sportowe, prowadzone systemem pucharowym, organizowane corocznie (co sezon) przez Estońską Federację Koszykówki dla estońskich męskich klubów koszykarskich. Drugie – po mistrzostwach Estonii – rozgrywki w hierarchii ważności, w estońskiej koszykówce.
Do sezonu 2000/2001 turnieju odbywał się na zakończenie sezonu, wiosną. Od 2001 jest rozgrywany w pierwszej połowie sezonu.

## Winners
| - 1946: Kalev - 1947: bd - 1948: Kalev - 1949: bd - 1950: Tartu ÜSK - 1951: bd - 1952: Tartu ÜSK - 1953: bd - 1954: bd - 1955: bd - 1956: TRÜ - 1957: EPA - 1958: TRÜ - 1959: EPA - 1960: TPI - 1961: TPI | - 1962: TPI - 1963: EPA - 1964: TPI - 1965: EPA - 1966: TPI - 1967: TPI - 1968: Kalev - 1969: Kalev - 1970: TPI - 1971: Keskrajoon - 1972: Kalev - 1973: EKE Projekt - 1974: TRÜ - 1975: bd - 1976: TRÜ - 1977: bd | - 1978: bd - 1979: TRÜ - 1980: Standard - 1981: Standard - 1982: Metallist - 1983: bd - 1984: bd - 1985: bd - 1986: bd - 1987: bd - 1988: Harju KEK - 1989: Harju KEK - 1990: bd - 1991: bd - 1992: Kalev - 1993: Kalev/Rafter | - 1994: bd - 1995: bd - 1996: Kalev - 1997: bd - 1998: Nybit - 1999: Tallinn - 2000: Tartu Ülikool-Delta - 2001: Tartu Ülikool-Delta - 2001: Kalev - 2002: Tartu Ülikool/Rock - 2003: TTÜ/A. Le Coq - 2004: Tartu Ülikool/Rock - 2005: Kalev/Cramo - 2006: Kalev/Cramo - 2007: Kalev/Cramo - 2008: Kalev/Cramo | - 2009: Tartu Ülikool/Rock - 2010: Tartu Ülikool/Rock - 2011: Tartu Ülikool/Rock - 2012: Rakvere Tarvas - 2013: Tartu Ülikool/Rock - 2014: Tartu Ülikool/Rock - 2015: Kalev/Cramo - 2016: Kalev/Cramo - 2017: Nie rozegrano |

## Finały
| Sezon   | Data                 | Zwycięzca          | Wynik         | 2. miejsce         | Hala                            | Lokalizacja   | MVP                    |
| ------- | -------------------- | ------------------ | ------------- | ------------------ | ------------------------------- | ------------- | ---------------------- |
| 2001–02 | 15 grudnia 2001      | Kalev              | 94–78         | Tartu Ülikool/Rock | Haapsalu Gymnasium              | Haapsalu      | bd                     |
| 2002–03 | 21 grudnia 2002      | Tartu Ülikool/Rock | 92–76         | Pirita             | Keila Tervisekeskus             | Keila         | bd                     |
| 2003–04 | 28 września 2003     | TTÜ/A. Le Coq      | 88–68         | Kalev              | Pärnu Rabahall                  | Pärnu         | bd                     |
| 2004–05 | 17 października 2004 | Tartu Ülikool/Rock | 89–85         | Kalev              | Viljandi Sports Hall            | Viljandi      | bd                     |
| 2005–06 | 2 października 2005  | Kalev/Cramo        | 70–64         | Tartu Ülikool/Rock | Kuressaare Sports Hall          | Kuressaare    | bd                     |
| 2006–07 | 24 września 2006     | Kalev/Cramo        | 97–92         | Tartu Ülikool/Rock | A. Le Coq Sport                 | Tartu         | bd                     |
| 2007–08 | 30 września 2007     | Kalev/Cramo        | 71–62         | Tartu Ülikool/Rock | Rakvere Sports Hall             | Rakvere       | bd                     |
| 2008–09 | 10 października 2008 | Kalev/Cramo        | 90–61         | TTÜ                | A. Le Coq Sport                 | Tartu         | bd                     |
| 2009–10 | 11 października 2009 | Tartu Ülikool/Rock | 67–55         | Kalev/Cramo        | Saku Suurhall                   | Tallinn       | bd                     |
| 2010–11 | 30 grudnia 2010      | Tartu Ülikool/Rock | 81–51         | Rakvere Tarvas     | Rakvere Sports Hall             | Rakvere       | bd                     |
| 2011–12 | 30 grudnia 2011      | Tartu Ülikool      | 87–81         | Kalev/Cramo        | Pärnu Sports Hall               | Pärnu         | Vallo Allingu          |
| 2012–13 | 22 grudnia 2012      | Rakvere Tarvas     | 81–64         | TYCO Rapla         | A. Le Coq Sport                 | Tartu         | Māris Ļaksa            |
| 2013–14 | 22 grudnia 2013      | Tartu Ülikool/Rock | 71–69         | Kalev/Cramo        | University of Tartu Sports Hall | Tartu         | Augustas Pečiukevičius |
| 2014–15 | 21 grudnia 2014      | Tartu Ülikool/Rock | 84–66         | Rakvere Tarvas     | Rakvere Sports Hall             | Rakvere       | Janar Talts            |
| 2015–16 | 20 grudnia 2015      | Kalev/Cramo        | 73–55         | Tartu Ülikool/Rock | Kuressaare Sports Hall          | Kuressaare    | Rain Veideman          |
| 2016–17 | 18 grudnia 2016      | Kalev/Cramo        | 71–66         | Tartu Ülikool      | Pärnu Sports Hall               | Pärnu         | Demonte Harper         |
| 2017–18 | Nie rozegrano        | Nie rozegrano      | Nie rozegrano | Nie rozegrano      | Nie rozegrano                   | Nie rozegrano | Nie rozegrano          |

## Tytuły według zespołu
| Zespół         | Zwycięzca | Zwycięskie lata                                                                                            |
| -------------- | --------- | --- |
| Tartu Ülikool  | 16        | 1950, 1952, 1956, 1958, 1974, 1976, 1979, 2000, 2001 (2000–2001), 2002, 2004, 2009, 2010, 2011, 2013, 2014 |
| Kalev          | 9         | 1946, 1948, 1968, 1969, 1972, 1992, 1993, 1996, 2001 (2001–2002)                                           |
| TPI            | 7         | 1960, 1961, 1962, 1964, 1966, 1967, 1970                                                                   |
| Kalev/Cramo    | 6         | 2005, 2006, 2007, 2008, 2015, 2016                                                                         |
| EPA            | 4         | 1957, 1959, 1963, 1965                                                                                     |
| Standard       | 2         | 1980, 1981                                                                                                 |
| Harju KEK      | 2         | 1988, 1989                                                                                                 |
| Keskrajoon     | 1         | 1971 |
| EKE Projekt    | 1         | 1973 |
| Metallist      | 1         | 1982 |
| Nybit          | 1         | 1998 |
| Tallinn        | 1         | 1999 |
| TTÜ/A. Le Coq  | 1         | 2003 |
| Rakvere Tarvas | 1         | 2012 |

## Zwycięskie składy
1998–99 Tallinn
Vjatšeslav Botškarjov, Arko Kask, Erki Kivinukk, Aivar Kuusmaa, Mait Käbin, Olev-Illimar Luiga, Margus Metstak, Indrek Rumma, Indrek Ruut, Kauri Sild, Meelis Songe, Raoul Suurorg, Tair Tenno, Rivo Turro, Reemo Veski (Coach: Üllar Kerde)
1999–00 Tartu Ülikool-Delta
Marek Doronin, Tanel Kaljula, Toomas Kandimaa, Tarmo Kikerpill, Aigar Kristovald, Marti Lasn, Jaanus Liivak, Toomas Liivak, Vallo Reinkort, Andrus Renter, Tanel Tein, Veljo Vares, Indrek Visnapuu (Coach: Teet Laur)
2000–01 Tartu Ülikool-Delta
Marek Doronin, Toomas Kandimaa, Tarmo Kikerpill, Aigar Kristovald, Jaanus Liivak, Toomas Liivak, Kuldar Lossmann, Rolandas Mačiulaitis, Ardi Niinepuu, Asko Paade, Rain Peerandi, Heiko Rannula, Vallo Reinkort, Tanel Tein, Veljo Vares, Antti Vasar (Coach: Jüri Neissaar)
2001–02 Kalev
Erik Dorbek, Priit Ilver, Tarmo Juhanson, Tanel Kaljula, Kristjan Kangur, Andres Kilk, Valmo Kriisa, Andrey Laletin, Kristjan Makke, Rauno Pehka, Indrek Rumma, Dan Shanks, Seth Sundberg, Alar Varrak (Coach: Üllar Kerde)
2002–03 Tartu Ülikool/Rock
Vallo Allingu, Marek Doronin, Toomas Kandimaa, Tarmo Kikerpill, Silver Leppik, Toomas Liivak, Asko Paade, Heiko Rannula, Vallo Reinkort, Andrus Renter, Tanel Tein, Antti Vasar, Martin Viiask (Coach: Jüri Neissaar)
2003–04 TTÜ/A. Le Coq
Mindaugas Budzinauskas, Larry Daniels, Gert Dorbek, Kert Kesküla, Karmo Allikas, Petri Virtanen, Andre Pärn, Aivar Kuusmaa, Krzysztof Wilangowski, Ivo Uibukant, Leho Kraav, Rauno Pehka (Coach: Heino Enden)
2004–05 Tartu Ülikool/Rock
Heiko Rannula, Rain Peerandi, Martin Viiask, Kristo Aab, Silver Leppik, Tarmo Kikerpill, Vallo Allingu, Marek Doronin, Asko Paade, Antti Vasar, Augenijus Vaškys, Marko Raamat (Coach: Tõnu Lust)
2005–06 Kalev/Cramo
Turner Battle, Erik Dorbek, Gert Dorbek, Karl-Peeter Dorbek, Víctor González, Tanel Kaljula, Rait Keerles, Sten Möldre, Heiko Niidas, Andre Pärn, Kristo Saage, Reimo Tamm, Veljo Vares, Ardo Ärmpalu (Coach: Aivar Kuusmaa)
2006–07 Kalev/Cramo
James Allen, Gregor Arbet, Erik Dorbek, Tanel Kaljula, Kristjan Kangur, Rait Keerles, Valmo Kriisa, Heiko Niidas, Travis Reed, Tanel Sokk (Coach: Veselin Matić)
2007–08 Kalev/Cramo
Marlon Parmer, Tanel Sokk, Martin Viiask, Valmo Kriisa, Bojan Pelkić, Vladimir Vuksanović, Travis Reed, Rait Keerles, Gregor Arbet, Kristjan Kangur, Kristo Saage (Coach: Veselin Matić)
2008–09 Kalev/Cramo
Gregor Arbet, Nate Fox, Indrek Kajupank, Kristjan Kangur, Rait Keerles, Valmo Kriisa, Tanel Kurbas, John Linehan, Martin Müürsepp, Josh Pace, Rain Raadik, Tanel Sokk, Viljar Veski (Coach: Nenad Vučinić)
2009–10 Tartu Ülikool/Rock
Sten Sokk, Todd Abernethy, Vallo Allingu, Janar Talts, Silver Leppik, Martin Viiask, Timo Eichfuss, Asko Paade, Sven Kaldre, Scott Morrison, Kristjan Kitsing (Coach: Indrek Visnapuu)
2010–11 Tartu Ülikool/Rock
Vallo Allingu, Marek Doronin, Timo Eichfuss, Kristjan Evart, Callistus Eziukwu, Joonas Järveläinen, Tanel Kurbas, Silver Leppik, Asko Paade, Rain Raadik, Sten Sokk, Janar Talts, Giorgi Cincadze, Rain Veideman (Coach: Indrek Visnapuu)
2011–12 Tartu Ülikool
Vallo Allingu, Marek Doronin, Timo Eichfuss, Taavi Leok, Tanel Kurbas, Silver Leppik, Asko Paade, Bill Amis, Sten Sokk, Kristo Saage, Rain Veideman, Kristjan Evart, Rain Raadik (Coach: Indrek Visnapuu)
2012–13 Rakvere Tarvas
Mihkel Schleicher, Brandis Raley-Ross, Renato Lindmets, Māris Ļaksa, Kaido Saks, Reimo Tamm, Raimond Tribuntsov, Andri Metsaru, Oliver Metsalu, Juris Umbraško, Kevin Täpp (Coach: Andres Sõber)
2013–14 Tartu Ülikool/Rock
Kent-Kaarel Vene, Gert Dorbek, Valmo Kriisa, Janar Talts, Timo Eichfuss, Saimon Sutt, Marek Doronin, Augustas Pečiukevičius, Kristen Meister, Vilmantas Dilys, Joosep Toome, Tanel Kurbas, Vincent Simpson (Coach: Gert Kullamäe)
2014–15 Tartu Ülikool/Rock
Tanel Sokk, Kent-Kaarel Vene, Gert Dorbek, Valmo Kriisa, Janar Talts, Timo Eichfuss, Saimon Sutt, Marek Doronin, Augustas Pečiukevičius, Kristen Meister, Karolis Petrukonis, Joosep Toome, Tanel Kurbas (Coach: Gert Kullamäe)
2015–16 Kalev/Cramo
Gregor Arbet, Josh Boone, Martin Dorbek, Rolands Freimanis, Silver Jurno, Erik Keedus, Sten Olmre, Brandis Raley-Ross, Sten Sokk, Janar Soo, Rain Veideman (Coach: Alar Varrak)
2016–17 Kalev/Cramo
Gregor Arbet, Martin Dorbek, Aleksandr Gavrilov, Mickell Gladness, Demonte Harper, Silver Jurno, Erik Keedus, Vitali Liutych, Cedric Simmons, Sten Sokk, Matthias Tass, Mark Tollefsen, Rain Veideman (Coach: Alar Varrak)